# Kirk Hammett
Kirk Lee Hammett (* 18. listopadu 1962, San Francisco, Kalifornie) je americký kytarista hrající v kapele Metallica. V roce 2003 se umístil v americkém hudebním magazínu Rolling Stone na jedenáctém místě v anketě o 100 nejlepších kytaristů světa.

## Biografie

### Mládí
Narodil se v San Francisku v Kalifornii irskému otci a matce pocházející z Filipín. Do základní školy začal docházet poté, co se jeho rodina přestěhovala do East Bay. Jako mladý začal projevovat zájem o hudbu hlavně díky sbírce kytar a nahrávek jeho staršího bratra Ricka. Nejvíce ho ovlivnily kapely Led Zeppelin, The Rolling Stones, Black Sabbath a UFO. Jeho největším vzorem byl Jimi Hendrix. Ke kytaře se dostal v 15 letech, jeho prvními kytarami se staly 1978 Fender Stratocaster a 1974 Gibson Flying V. Aby si vydělal na zesilovač značky Marshall, začal pracovat jako prodavač v Burger Kingu.

### Profesionální kariéra
V roce 1980 založil spolu se zpěvákem Paulem Baloffem, kytaristou Gary Holtem, baskytaristou Geoffem Andrewsem a bicmanem Tomem Huntingem skupinu Exodus, která je aktivní dodnes.
Hammett nastoupil do kapely Metallica v roce 1983 jako náhrada za Dava Mustaina (Megadeth), který měl problémy s alkoholem. Jeho prvním počinem společně s Metallicou bylo album Kill 'Em All. V té době bral lekce hry na kytaru od slavného kytarového virtuóza Joea Satrianiho.
Roku 1986 zahynul baskytarista skupiny Cliff Burton po nehodě autobusu, kterým jela skupina z koncertu. Náraz jej vymrštil z lůžka ven oknem a hned po tom se na něj autobus převrátil. Přitom původně měl na "lůžku smrti" ležet Kirk, postele si však prohodili.
Přestože je Hammett hlavně sólový kytarista, pro Metallicu napsal také velké množství riffů od poloviny 80. let, obzvláště pak v letech devadesátých v průběhu Load éry. Jeden ze slavných riffů skladby Enter Sandman napsal v hotelovém pokoji ve tři hodiny ráno. Část skladby Creeping death napsal Kirk Hammett původně pro Exodus, avšak přenesl ji do Metallicy. Hammett je známý častým užíváním Wah-wah pedálu v jeho sólech. On sám říká, že wah-wah mu dovoluje „rozšířit jeho osobnost“.
Album Metallicy St. Anger vyvolává rozporuplné reakce. Jednou z hlavních příčin je absence kytarových sól. Kirk sám řekl, že do alba zkoušeli sóla zakomponovat, avšak neznělo to podle jejich představ.
V roce 2006 Hammett propůjčil hlas své postavě v seriálu Simpsonovi (epizoda Žabař, kuchař, manželka a její Homer - 18 řada, 1. díl).

## Osobní život
Hammettovo první manželství skončilo v roce 1990, v průběhu nahrávání alba The Black Album. Nyní žije v San Franciscu společně se svou druhou ženou Lani se kterou se oženil v roce 1998. 29. září 2006 se Kirkovi a Lani narodil syn, kterému dali jméno Angel Ray Keala Hammett.

## Vybavení
V lednu 2007 ohlásila americká společnost ESP Guitars Company limitovanou edici kytary KH-20 která oslavuje Kirkův 20letý vztah se společností ESP. Kytara vychází z typu KH-2 který se prodává již řadu let.
V roce 2009 připravila firma ESP Guitars Company ve spolupráci s Hammettem limitovanou edici kytary ESP M-II Ouija v černé barvě (dle originálu) a "reversed" verzi v barvě bílé.
S kolegou Davidem Koronem založil značku KHDK specializující se na výrobu kytarových a baskytarových efektů. Jejich hlavním vývojářem je Čech Antonín Salva (Salvation Audio - výroba efektů a aparátů).

### Kytary

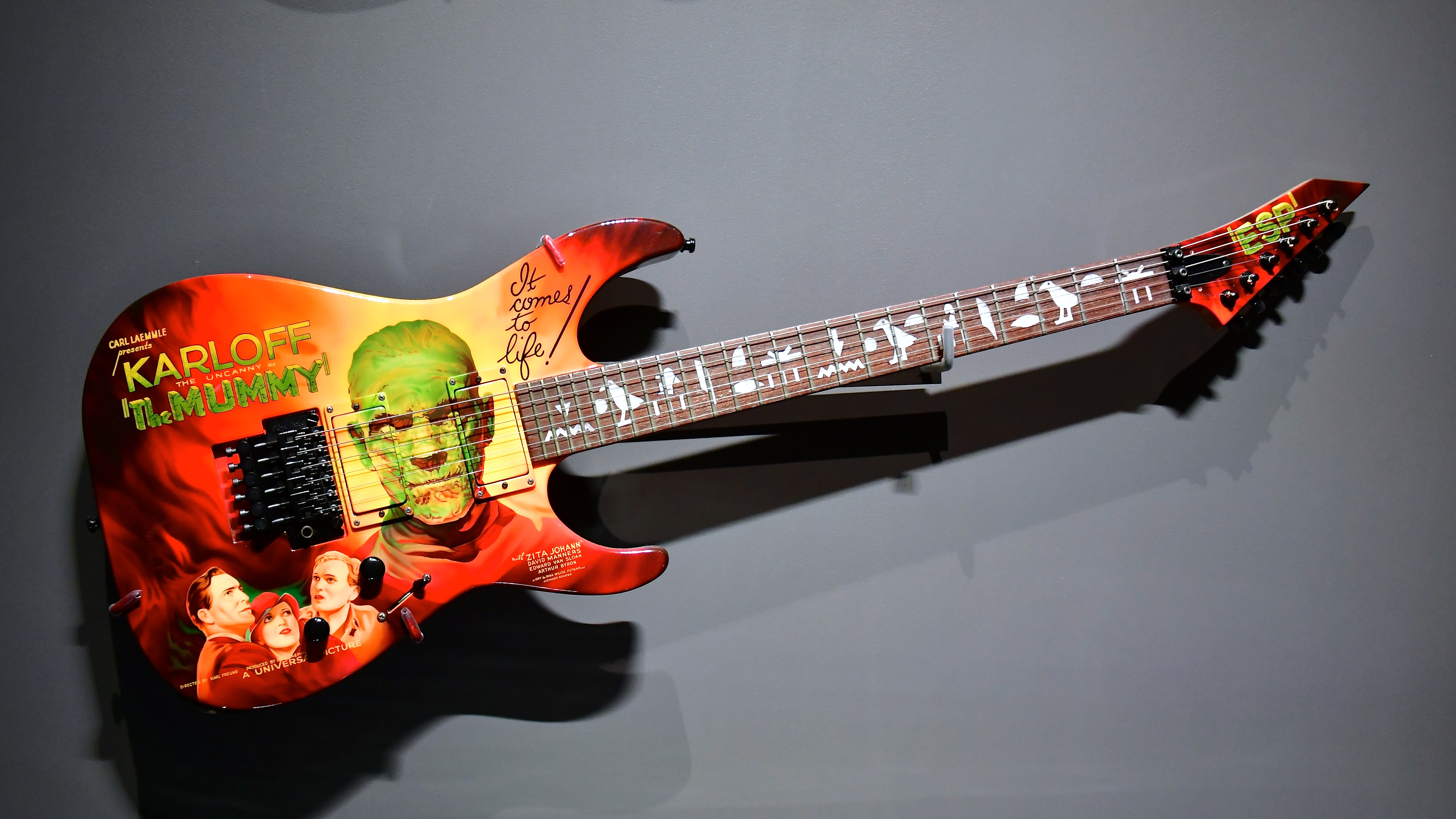
ESP KH-2 M-II Karloff "The Mummy"

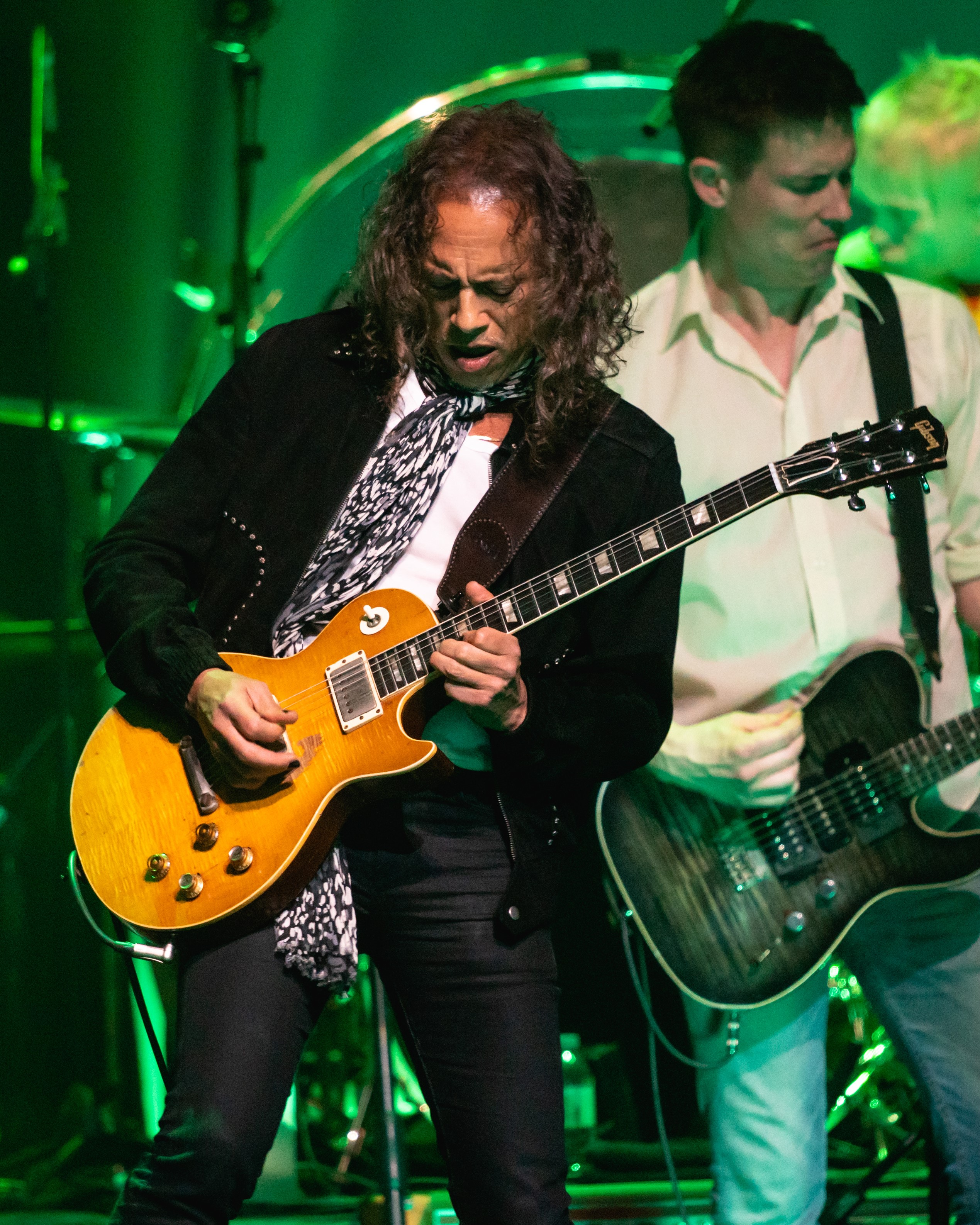
Gibson 1959 Les Paul Standard "Greeny"

- Gibson 1959 Les Paul Standard "Greeny" - Investiční kytara, kterou se ale Hamett nebojí použít i na live vystoupeních. Původně byla nabídnuta Jamesu Hetfieldovi (Metallica), ten jí ale odmítl pro vysokou cenu. Hammett ji nakonec koupil za "méně než 500 000 tis. dolarů"[1]. Pojménována po prvním slavném vlastníkovi Peteru Greenovi (Fleetwood Mac,  John Mayall & the Bluesbreakers)
- ESP KH-2 (Hlavní kytara při živých vystoupeních, Hammett ji vlastní v několika modifikacích designu)
- ESP KH-2 M-II - Boris Karloff Mummy graphic (Kirkova nejoblíbenější kytara na jejíž přední desce je malba z plakátu k filmu Mumie na který mimochodem Kirk vlastní autorská práva Fotografie Archivováno 10. 5. 2007 na Wayback Machine.
- ESP KH-2 M-II - Ouija
- ESP KH-3 Eclipse Fotografie
- ESP KH-1 Flying V Fotografie
- ESP KH-2 M-II - Lebky a zkřížené hnáty 2
- ESP M-II Rudý Frankenstein
- ESP M-II Lebky a zkřížené hnáty 1
- ESP WaveCaster Blue - Vyplněna „podivnou“ modrou tekutinou (Pouze 3 na světě). Archivováno 28. 9. 2007 na Wayback Machine.
- Gibson Les Paul Custom 1968 Black Beauty Fotografie
- Gibson 1974 Flying V (využívána hlavně v období nahrávání prvních 4 alb. Později byly snímače Gibson vyměněny za EMG 81. Kirkova třetí kytara.
- Jackson Randy Rhoads RR1T
- Fender Stratocaster 1998 - American black a green Stratocaster.

### Zesilovače
- Mesa Boogie Dual Rectifier Rackmount Amp
- Mesa Boogie Strategy 400 Stereo power Amp
- Mesa Boogie Tremoverb 2×12 Combo Amp (používaný pouze pro rozcvičení)
- Mesa Boogie Triaxis Pre-Amp
- Mesa Boogie Quad Pre-Amp
- Mesa Boogie Mark IIC+
- Mesa Boogie Mark IV
- Randall RM100 amplifier
- Marshall DSL a TSL zesilovače

### Kabinety
- Mesa Boogie 2×12 Speaker Kabinet
- Mesa Boogie 4×12 Speaker Kabinet
- Marshall 4×12 Speaker Kabinet

### Snímače, efekty a ostatní
- Digitech Whammy Pedál
- Rack-mounted Dunlop Cry Baby znám také jako Dunlop Crybaby Classic
- EMB Audio Remote Wah System
- Ibanez Tube Screamer TS-9
- Line 6 MM4 Modulation a DL4 Delay effect stompboxes
- Lovetone Meatball Pedál (použitý ve skladbě 'I Disappear')
- Jim Dunlop  Jazz III
- Struny Ernie Ball slinky 10/46
- Custom Levy's kytarový pás
- Radial tonebone hot british distortion pedal
- snímače EMG 81,81